# Frick
Frick es una comuna suiza del cantón de Argovia, situada en el distrito de Laufenburgo. Limita al norte con las comunas de Eiken y Oeschgen, al noreste con Kaisten, al este con Hornussen, al sureste con Ueken, al sur con Gipf-Oberfrick, y al oeste con Schupfart.

## Transporte
Ferrocarril
Cuenta con una estación de ferrocarril en la que paran trenes de larga distancia y de cercanías S-Bahn Basilea.

## Ciudades hermanadas
- Frickingen.